# Walerij Woronin (piłkarz)
Walerij Iwanowicz Woronin (ros. Валерий Иванович Воронин; ur. 17 lipca 1939 w Moskwie, zm. 22 maja 1984 w Moskwie) – rosyjski piłkarz, reprezentant Związku Radzieckiego.
Przez całą karierę piłkarską (od 1958 do 1969) związany był z zespołem Torpeda Moskwa, w którym występował na pozycji pomocnika. Dwukrotnie zdobył mistrzostwo ZSRR (1960, 1965), w 1960 sięgnął również po Puchar ZSRR. W 1964 i 1965 został okrzyknięty najlepszym piłkarzem Związku Radzieckiego (w plebiscycie tygodnika Futboł) i był wybierany do dziesiątki najlepszych piłkarzy Europy (według tygodnika France Football). Regularnie występował w zespole reprezentacyjnym. Od 1960 do 1968 rozegrał w nim 66 meczów, podczas których strzelił pięć bramek. Uczestniczył w dwóch turniejach mistrzostw świata: w 1962 i 1966. Wicemistrz Europy z 1964.
W maju 1968 przeżył wypadek samochodowy, w którym odniósł ciężkie obrażenia, a w trakcie operacji ratującej życie dwa razy wpadł w stan śmierci klinicznej. Po długim okresie rekonwalescencji na krótko powrócił do sportu, ale z powodu wrogiego nastawienia kibiców i wyraźnym spadku formy zakończył karierę piłkarską. W późniejszych latach zmagał się z chorobą alkoholową.
9 maja 1984 o godz. 8:15 został znaleziony z rozbitą głową niedaleko warszawskiej łaźni, przy wyjeździe z autostrady. Mimo interwencji lekarzy, zmarł 21 maja 1984. Pochowany na Cmentarzu Daniłowskim w Moskwie.